# Guipel
Guipel (bret. Gwipedel) – miejscowość i gmina we Francji, w regionie Bretania, w departamencie Ille-et-Vilaine.
Według danych na rok 1990 gminę zamieszkiwały 1283 osoby, a gęstość zaludnienia wynosiła 51 osób/km² (wśród 1269 gmin Bretanii Guipel plasuje się na 480. miejscu pod względem liczby ludności, natomiast pod względem powierzchni na miejscu 371.).